# Johann Uhl
Johann Uhl (22. října 1881 Aš – 15. května 1948 Landau) byl československý politik německé národnosti a meziválečný poslanec Národního shromáždění za Německou sociálně demokratickou stranu dělnickou v ČSR.

## Biografie
Po parlamentních volbách v roce 1920 získal mandát v Národním shromáždění. Poslanecké křeslo získal až dodatečně v roce 1920 jako náhradník poté, co zemřel poslanec Josef Seliger a původní náhradník za něj, Franz Pallauf, mandát nepřevzal.
Podle údajů k roku 1920 byl profesí soukromým úředníkem v Duchcově. Působil jako náměstek starosty Duchcova.